# Надточий, Михаил Фомич
Михаил Фомич Надточий (1907, село Ново-Троицкое, Екатеринославская губерния, Российская империя — 20 марта 1963, Москва, РСФСР) — советский государственный и партийный деятель, министр строительства — министр монтажных и специальных строительных работ РСФСР (1958—1963).

## Биография

Могила Надточего на Новодевичьем кладбище Москвы.

Родился в 1907 году в крестьянской семье.
С 12 лет батрачил. В 1921 году вступил в комсомол. Член ВКП (б) с 1931 года. Окончил Одесский инженерно-мелиоративный институт в 1932 году.
- 1921—1935 гг. — секретарь организации ЛКСМ Украины совхоза «Дернбург» (Запорожская губерния), прораб, начальник участка, технический руководитель конторы «Союзводстрой» Народного комиссариата тяжёлой промышленности СССР,
- 1935—1941 гг. — начальник работ, технический руководитель конторы «Союзводстрой» (Свердловск), управляющий трестом «Уралспецстрой»,
- 1941—1943 гг. — секретарь Свердловского областного комитета ВКП(б) по строительству и стройматериалам,
- 1943—1946 гг. — на партийной работе,
- 1946—1947 гг. — заведующий сектором Управления кадров ЦК ВКП(б),
- 1947—1953 гг. — заместитель министра промышленности строительных материалов СССР, заместитель министра строительства предприятий тяжёлой индустрии СССР,
- 1953—1958 гг. — заместитель министра строительства СССР,
- 1958—1963 гг. — министр строительства РСФСР,
- январь-март 1963 г. — министр монтажных и специальных строительных работ РСФСР.

Депутат Совета Союза Верховного Совета 6-го созыва. Депутат Верховного Совета РСФСР 5-го созыва.
Умер 20 марта 1963 года после тяжелой и продолжительной болезни. Похоронен на Новодевичьем кладбище в Москве.

## Награды и звания
Награждён орденами Ленина, Трудового Красного Знамени, Красной Звезды.